# Denis Emorine
Œuvres principales
Bouria, des mots dans la tourmente (2014), Les Yeux de l’horizon (2012), Lettres à Saïda (2008), Sur le quai (2008), La Mort en berne (2016)
Denis Emorine, né en 1956 près de Paris, est un poète, essayiste, nouvelliste et dramaturge français.

## Vie et œuvre
Il a fait des études de lettres modernes à l’université Paris-Sorbonne (Paris-IV). Il a avec l’anglais une relation affective parce que sa mère enseignait cette langue. Il est d’une lointaine ascendance russe du côté paternel. Ses thèmes de prédilection sont la recherche de l’identité, le thème du double et la fuite du temps. Il est fasciné par l’Europe de l’Est. Poète, essayiste, nouvelliste et dramaturge, Emorine est traduit en une douzaine de langues. Son théâtre a été joué en France, en Grèce, au Canada (Québec) et en Russie. Plusieurs de ses livres sont traduits et édités en Grèce, en Hongrie,,, en Roumanie, en Afrique du Sud, en Inde et aux États-Unis. 
Il collabore régulièrement à la revue de littérature Les Cahiers du Sens. En 2004, Emorine a reçu le premier prix de poésie (français) au Concours International Féile Filiochta. L’Académie du Var lui a décerné le « prix de poésie 2009 » pour Lettres à Saïda. Son recueil de poèmes, Bouria, des mots dans la tourmente a obtenu le premier prix au Concours International Antonio Filoteo Omodei 2015 . En 2015, Denis Emorine a reçu le « Prix d’honneur pour œuvres complètes » de la fondation Naji Naaman (Liban) ,. On a consacré des essais à sa poésie en français et en anglais également ,,,,,.
Il a été l’un des sept poètes français inclus dans l’anthologie mondiale de la poésie 2014 (World Poetry Yearbook), publiée en Chine, qui présente chaque année une sélection des meilleurs poèmes de l’année. En 2017, son poème Je te rejoindrai a été traduit en anglais et bengali et publié dans l'anthologie poétique internationale Amaravati Poetic Prism (Inde).

## Prix et décorations
- Prix d’honneur pour œuvres complètes de la Fondation Naji Naaman (Liban, 2015)
- Premier Prix au Concours International Antonio Filoteo Omodei (2015)
- Prix de Poésie de l’Académie du Var (2009)
- Premier Prix de Poésie du Concours International Féile Filiochta (2004)

## Travaux théoriques, universitaires sur l’auteur, critiques, notes de lecture
- Dominique Zinenberg (Francopolis): "Denis Emorine, Fertilité de l'abîme", Francopolis, novembre 2017[14]
- Jane Hervé (Recours au Poème): "Fil de lecture autour de Marilyne Bertoncini, Denis Emorine et Jasna Samic", Recours au Poème, 2017[15]
- Károly Sándor Pallai (chercheur, université Loránd-Eötvös) : 
  1. "La psychologie des profondeurs et la cartographie de la mort dans La Mort en berne de Denis Emorine", Mondes francophones, université d'État de Louisiane, 2017, 8 p.
  2. "A fájdalom és emlékezet architektonikája", Bouria : Szavak a viharban, Underground Kiadó, Budapest, 2017, pp. 9-16
  3. "Poèmes d’amour et de mort à déchirer avant la guerre", Fertilité de l’abîme, Éditions Unicité, Saint-Chéron (Essonne), 2017, p. 9-14. et Mondes Francophones, université d'État de Louisiane[16]
- Sonia Elvireanu (critique littéraire, essayiste, université technique (Cluj-Napoca) : « Denis Emorine, La mort en berne ou l’autofiction romanesque », La Mort en berne, 5 Sens Éditions, Genève, 2017, p. 9-11
- Károly Sándor Pallai (chercheur, université Loránd-Eötvös) : « Poèmes d’amour et de mort à déchirer avant la guerre », Fertilité de l’abîme, Éditions Unicité, Saint-Chéron (Essonne), 2017, p. 9-14
- Thór Stefánsson (critique littéraire, traducteur) : « Toute littérature valable a une signification multiple », Bouria : Des mots dans la tourmente, Éditions du Cygne, Paris, 2014, p. 13-18
- Isabelle Macor-Filarska (Alliance française de Paris) : « Où porter notre regard », Les yeux de l’horizon, Éditions du Cygne, Paris, 2012, p. 11-16
- Armin Volkmar Wernsing (linguiste, chercheur) : « Toute œuvre poétique est l’utopie d’un monde en ordre », Ces mots qui font saigner le temps, Éditions du Cygne, Paris, 2009, p. 9-13
- Stella Vinitchi Radulescu (enseignant-chercheur, université Northwestern) : « La quête de l’unité », Lettres à Saïda, Éditions du Cygne, Paris, 2008, p. 10-13

## Articles, notes de lecture par des universitaires américains et des poètes français
- Michael Todd Steffen, « Reversals in Love: On the Platform/Sur Le Quai, a one-act play by », Wilderness House Literary Review, 2010
- Eckhard Gerdes, « Marshalling Death », Journal of Experimental Fiction 39, 2010, p. 19
- Boris Hainaud: « Une blessure qui perdure et hante chaque poème », Psaumes du mensonge, Ars Longa, Bucarest, 2016, pp. 8-13
- Flavia Cosma, « Denis Emorine », Vatra veche, octobre 2011, p. 63
- Marilyne Bertoncini, « Denis EMORINE : Bouria, Des mots dans la tourmente », Recours au Poème, 20 juin 2012
- Gwen Garnier-Duguy, « Denis EMORINE : „De toute éternité” », Recours au Poème, 10 octobre 2012
- Sanda Voïca, « Denis Emorine, une poésie de dos », Paysages écrits, décembre 2015
- Sanda Voïca, « Denis Emorine : Triptyque vénitien », Paysages écrits, décembre 2015

## Activités littéraires

### Interventions et ateliers d’écriture en milieux scolaire et universitaire
- Danemark : lycée Gammel-Hellerup (Copenhague), professeur : Génia Jensen. Préparation à l’épreuve de français pour le baccalauréat danois, de 2002 à 2006
- États-Unis : Barnard College-université Columbia (New York), professeur : Phillip John Usher, 2008
- France : collège Claude Le Lorrain (Nancy), professeur : Annabelle Saffroy, 2010-2011
- Allemagne : Lycée Maria-Sybilla-Merian-Gymnasium (Krefeld), professeur : Armin Volkmar Wernsing, 2011
- France : Alliance française Paris Île-de-France, professeur : Isabelle Macor-Filarska, 2012
- Hongrie : conférences sur la poésie française et francophone au département d’études françaises de l’université ELTE de Budapest, 2014
- France : collège-lycée Jeanne-d'Arc (Mulhouse ), professeur : Nathalie Boetsch. Rencontre avec des élèves de troisième et de seconde étudiant La Mort en berne, 2018
- Italie: Università del Salento (Lecce ), professeur : Marcella Leopizzi. Visioconférence L'Écriture ou la justification d'être. À la rencontre d'un écrivain français contemporain, 2020
- Russie: université pédagogique d'État de Moscou (MPGU), professeur : Denis Zolotukhin, Visioconférence Écriture et identité(s), 2020

## Œuvres

### Recueils de poèmes
- Éphémérides, Éditions Saint-Germain-des-Prés, 1982
- Étranglement d'ajour, Éditions Solidaritude, 1984
- Sillage du miroir, La Bartavelle Éditeur, 1994
- Par intermittence, La Bartavelle Éditeur, 1997
- Ellipses, Amis de Hors-Jeu Éditions, 1999
- Rivages contigus (avec Isabelle Poncet-Rimaud), Editinter, 2002
- Lettres à Saïda, Éditions du Cygne, 2008
- Dans le temps divisé, Le Nouvel Athanor, 2008
- Ces mots qui font saigner le temps, Éditions du Cygne, 2009
- Vaciller la vie, Éditions du Cygne, 2010
- Les Yeux de l’horizon, Éditions du Cygne, 2012
- De toute éternité, Le Nouvel Athanor, 2012
- Bouria, des mots dans la tourmente, Éditions du Cygne, 2014. Traduit et publié en hongrois (Underground, 2017) et en grec (Vakxikon, 2015)
- Psaumes du mensonge, Psalmii minciunii, édition bilingue français/roumain, Ars Longa, 2016
- Fertilité de l’abîme, Unicité, 2017
- Prélude à un nouvel exil. Poèmes suspendus à la frontière, Unicité ,2018
- La nuit ne finira jamais... Poèmes transpercés par le vent d'est, Unicité, 2019
- Vers l'Est / Verso l'Est (français/italien), Giuliano Ladolfi Editore, Italie, 2021 (Traduction par Giuliano Ladolfi)
- Mots déserts, Suite russe, Unicité, 2021
- Romance pour Olga, éditions Il Est Midi, 2021
- Foudroyer le soleil / Fulminare il sole (français/italien), Giuliano Ladolfi editore, Italie, 2022 (Traduction par Giuliano Ladolfi)
- Comme le vent dans les arbres poèmes à Natacha Rostova / Come il vento tra gli alberi, Giuliano Ladolfi Editore, 2023

### Romans
- La Mort en berne, 5 Sens éditions, Genève, 2017
- Identités Brisées, 5 Sens éditions, Genève, 2023

### Récits et textes
- Qu'est-ce que la littérature érotique ? Soixante écrivains répondent, ouvrage collectif (Éditions Zulma / La Maison des Écrivains), 1993
- Ciseler l'absence, aphorismes et autres humeurs, La Bartavelle Éditeur, 1996
- Au chevet des mots, textes Éditions du Gril, 1998, Belgique ; Éditions Poiêtês, 2006, Luxembourg
- L’écriture ou la justification d’être, choix de textes: entretien, nouvelles, théâtre et journal, Soleil natal, collection « Fresque d’écrivain », 2000
- Dans les impasses du monde, textes Éditions du Gril 2002, Belgique
- À la croisée des signes, divagations sur l’écriture, Soleil Natal, 2006

### Nouvelles
- Failles, Éditions Lacombe, 1989
- Identités, L'Ancrier Éditeur, 1994. Traduit et publié en roumain aux Éditions Nemira, Bucarest, 1995
- L’Âge de raison, Approches Éditions, 2009
- De ma fenêtre, Chloé des Lys, 2011, Belgique
- Triptyque vénitien, Triptic venetian, édition bilingue français/roumain, Ars Longa, 2014
- Valses tristes, Valsuri triste, édition bilingue français/roumain, Ars Longa, 2016

### Théâtre
- La Méprise suivi de La Visite, Editinter, 1998 ; Clapàs, 2006
- Passions, éditions Clapàs 2002
- Passions/La Visite (traduction en bengali) Éditions Pphoo, Inde, 2003
- Sur le quai/On the Platform, édition bilingue français/anglais, Cervena Barva Press, États-Unis, 2008
- L’Heure de la fermeture suivi de Louis II et de Passions, Simple Edition, Canada, 2009
- Sur le quai/Après la bataille, édition bilingue français/roumain, Ars Longa, 2013. Traduit et publié en grec, Vakxikon, 2014)

### Anthologies
- Mille poètes - Mille poèmes brefs, L’Arbre à paroles, 1997, Belgique
- Livre d’or pour la paix : anthologie de la littérature pacifique, Éditions Joseph Ouaknine, 2008
- L’Année poétique 2009, Seghers, 2009
- Visages de poésie, tome 3, Rafael de Surtis éditeur, 2010
- Poètes pour Haïti, L’Harmattan, 2011
- L’Athanor des poètes, anthologie 1991-2011, Le Nouvel Athanor, 2011
- Poètes français et marocains, anthologie 1, Polyglotte-C.i.c.c.a.t., 2013
- Ouvrir le XXIe siècle, 80 poètes québécois et français, Moebius/Cahiers du Sens, 2013
- À la dérive : poèmes et témoignages sur l'exil et les naufragés du monde, CreateSpace Independent Publishing Platform, 2015
- World Poetry Year Book 2014, The Earth Culture Press, Chine, 2015
- World Poetry Year Book 2015, The Earth Culture Press, Chine, 2016
- Amaravati Poetic Prism 2017, The Cultural Centre of Vijayawada & Amaravati, Inde, 2017
- Éloge et défense de la langue française, Unicité, 2016
- Composition étoilée, Incipit en W, 2018
- Liens et entrelacs, poètes du monde, CreateSpace Independent Publishing Platform, 2018
- Paix! 123 Poètes francophones planétaires, 12 Artistes visuels pour une Paix universelle, Éditions Unicité, 2018
- L’homme aux ailes bleues, Livre collectif d’hommages à l’éditeur François Mocaër, Unicité, 2022
- Plus de cent frontières, poèmes, éditions Pourquoi viens-tu si tard?/Jeudi des mots, 2023

### Fictions
- A Step Inside, Červená Barva Press, 2023, USA

### Ouvrage collectif
- « Albert Camus, Henriette Grindat, René Char. Avec le soleil pour témoin », in : La Poésie au cœur des arts, actes du colloque de l’Académie du Var, Toulon, 26 novembre 2010. (Plaquette réservée aux membres de l’Académie du Var)